# نهائي كأس فرنسا للسيدات 2025
نهائي كأس فرنسا للسيدات 2025 (بالفرنسية: 2025 Coupe de France Féminine final) كانت المباراة النهائية لكأس فرنسا للسيدات 2024–25، الموسم الرابع والعشرون من مسابقة كأس خروج المغلوب لأندية كرة القدم النسائية الفرنسية التي ينظمها الاتحاد الفرنسي لكرة القدم. أقيمت المباراة في ملعب إيبوبي في كاليه، أو دو فرانس، في 3 مايو 2025، بين فريقي الدوري الفرنسي نادي باريس وباريس سان جيرمان.
فاز نادي باريس بالمباراة بنتيجة 5–4 بركلات الترجيح بعد التعادل السلبي، متغلبًا على باريس سان جيرمان ليحصد لقبه الثاني، والأول تحت اسم نادي باريس.

## الفرق
| فريق             | المشاركات السابقة في النهائيات (يشير الخط العريض إلى الفائزين) |
| ---------------- | -------------------------------------------------------------- |
| نادي باريس       | 1 (2005)                                                       |
| باريس سان جيرمان | 9 (2008، 2010، 2014، 2017، 2018، 2020، 2022، 2023، 2024)       |

كانت المباراة النهائية عبارة عن ديربي باريسي بين باريس سان جيرمان ونادي باريس، مما يمثل أول مواجهة باريسية خالصة في تاريخ المسابقة. لعب باريس سان جيرمان، الفائز باللقب أربع مرات، والبطل الحالي، نهائيه الخامس على التوالي، بينما عاد نادي باريس إلى النهائي لأول مرة منذ عام 2005، عندما فاز بالكأس باسم إف سي إف جوفيسي.

## المكان
في 17 يناير 2025، أعلنت اللجنة التنفيذية للاتحاد الفرنسي لكرة القدم عن اختيار ملعب إيبوبي، كاليه لاستضافة نهائي 2025. ستكون هذه هي المرة الثانية التي يستضيف فيها الملعب نهائي كأس فرنسا للسيدات، بعد أن استضاف نهائي عام 2015، حيث هزم أولمبيك ليون فريق مونبلييه ليحصد لقبه الخامس.

## الطريق إلى النهائي
ملاحظة: في جميع النتائج أدناه، يتم إعطاء نتيجة المتأهل للنهائي أولاً (د: على أرضه؛ خ: خارج أرضه).
| نادي باريس   | نادي باريس | الجولة            | باريس سان جيرمان    | باريس سان جيرمان |
| ------------ | ---------- | ----------------- | ------------------- | ---------------- |
| الخصم        | نتيجة      | المرحلة النهائية ‏ | الخصم               | نتيجة            |
| روباي ويرفيك | 5–0 (خ)    | دور الـ32 ‏        | الصليب الأبيض أنجيه | 3–0 (خ)          |
| فيندي لا روش | 6–0 (خ)    | دور الـ16 ‏        | نانت                | 6–1 (خ)          |
| ديجون        | 2–0 (د)    | ربع النهائي ‏      | لومان               | 4–0 (خ)          |
| لوهافر       | 2–1 (خ)    | نصف النهائي       | سانت إتيان          | 2–1 (خ)          |

## المباراة

### الملخص
وفي المراحل الأولى من المباراة، هدد باريس أولا عن طريق كلارا ماتيو وغايتاني ثيني، التي سددت في الدقيقة الخامسة لكنها مرت بجوار القائم. وشهدت الدقائق الأولى من المباراة صراعا شرسا من جانب باريس سان جيرمان لإيجاد الإيقاع المناسب، في حين صمد دفاع فريق بي إف سي. وفي الدقيقة 28، اعتقدت ثيني أنها افتتحت التسجيل، لكن تم إلغاء هدفها بداعي التسلل. وبعد دقائق، كاد ألبرت أن يمنح باريس سان جيرمان التقدم لكنه أخطأ المرمى. حصل باريس سان جيرمان على زخم في نهاية الشوط الأول، لكن لوشتر أهدر فرصة جيدة قبل الاستراحة مباشرة. انتهى الشوط الأول بدون أهداف.
بعد استئناف الشوط الثاني، خرج نادي باريس أقوى، واختبر حارسة مرمى باريس سان جيرمان كاتارزينا كيدرزينيك عدة مرات عن طريق بوسي وغاربينو. ورد باريس سان جيرمان بإدخال كرشاوي وكاتوتو عند مرور ساعة من عمر اللقاء، وتغيرت الديناميكية. وأهدر جيورو فرصة الانفراد بالحارس قبل أن يتم إلغاء هدف سجله لوشتر بداعي التسلل في الدقيقة 68. وذهبت تسديدة كاتوتو الملتفة بعيدا عن المرمى في الدقيقة 81، وفي الوقت بدل الضائع، أهدرت فرصة ذهبية لحسم الفوز بعد أن أخطأت نازودي في تقدير تمريرة عرضية. مع استمرار التعادل السلبي 0–0 بعد مرور 90 دقيقة، اتجهت المباراة مباشرة إلى ركلات الترجيح.
وفي ركلات الترجيح، منح غريبوفال التقدم لفريق بي إف سي قبل أن تصطدم تسديدة ماتيو بالعارضة. وسجل كلا الفريقين محاولتيهما التاليتين حتى تصدى نازودي لتسديدة ألبرت، ليمنح فريق بي إف سي الأفضلية. تم إيقاف محاولة لي جولي الحاسمة مرة أخرى من قبل نازودي، مما منح نادي باريس الفوز بنتيجة 5–4 وأول كأس لهم تحت الهوية الجديدة للنادي.

### التفاصيل
| نادي باريس (1)                                                                            | 0–0   | (1) باريس سان جيرمان                                                                             |
| ----------------------------------------------------------------------------------------- | ----- | ------------------------------------------------------------------------------------------------ |
|                                                                                           | تقرير |                                                                                                  |
| ركلات الترجيح                                                                             |       |                                                                                                  |
| - ثيا جريبوفال - كلارا ماتيو - كاجا كوروشيك - كيسيا بوسي - مارغو لومويل - تينينسون سيسوكو | 5–4   | - رومي لوشتر - ماري-أنطوانيت كاتوتو - سكينة قرشاوي - كوربن ألبرت - جريدج مبوك باتي - جاد لو جيلي |

| نادي باريس | باريس سان جيرمان |

| GK              | 16 | شياماكا ننادوزي   |  |     |
| CB              | 2  | سيلينا أولد هوسين |  | 89' |
| CB              | 29 | ديجا ديفيس        |  |     |
| RB              | 18 | ميلوين ن دونغالا  |  |     |
| LB              | 3  | لو بوغارت         |  |     |
| AM              | 17 | غايتان تيني       |  | 76' |
| RW              | 21 | مايلي غاربينو     |  | 89' |
| CM              | 8  | دافني كوربوز      |  | 72' |
| DM              | 4  | كاجا كوروشيك      |  |     |
| CF              | 10 | كلارا ماتيو       |  |     |
| LW              | 22 | كيسيا بوسي        |  |     |
| البدلاء:        |    |                   |  |     |
| MF              | 15 | مارغو لومويل      |  | 72' |
| MF              | 31 | كينزا روش دوفور   |  | 76' |
| DF              | 23 | تينينسون سيسوكو   |  | 89' |
| DF              | 19 | ثيا جريبوفال      |  | 89' |
| MF              | 5  | سارة هنتر         |  |     |
| GK              | 1  | إيناس ماركيز      |  |     |
| DF              | 33 | مانون جرمينال     |  |     |
| المدرب:         |    |                   |  |     |
| ساندرين سوبيران |    |                   |  |     |

| GK            | 1  | كاتارزينا كيدرزينك   |     |       |
| CB            | 29 | جريدج مبوك باتي      |     |       |
| CB            | 4  | بولينا دوديك         |     | 72'   |
| RB            | 5  | إليسا دي ألميدا      |     |       |
| LB            | 20 | تارا إليمبي جيلبرت   | 31' | 61'   |
| LW            | 3  | كريستال دان          |     |       |
| CM            | 14 | جاكي جرونين          |     |       |
| CM            | 8  | غراسي جيورو          |     | 90+2' |
| CM            | 10 | كوربن ألبرت          |     |       |
| ST            | 17 | رومي لوختر           |     |       |
| RW            | 30 | ميرفاي كنجينغا       |     | 60'   |
| البدلاء:      |    |                      |     |       |
| DF            | 7  | سكينة قرشاوي         |     | 60'   |
| FW            | 9  | ماري–أنطوانيت كاتوتو |     | 61'   |
| DF            | 28 | جاد لو جيلي          |     | 72'   |
| FW            | 6  | جينيفر إشيجيني       |     | 90+2' |
| GK            | 27 | ماري إيربس           |     |       |
| MF            | 95 | لورينا فازير         |     |       |
| DF            | 19 | إيفا جاتينو          |     |       |
| المدرب:       |    |                      |     |       |
| فابريس أبرييل |    |                      |     |       |

| الحكام المساعدون: كليمنتين دوبرييل سهام بودينا حكم مساعد احتياطي: رومي فورنييه حكم الفيديو المساعد: ويلي ديلاجو مساعد حكم الفيديو المساعد: إليزا دوبو | قواعد المباراة - 90 دقيقة. - ركلات الترجيح إذا لزم الأمر. - 5 تبديلات كحد أقصى. |

## وصلات خارجية
- الموقع الرسمي